# Saint-André-sur-Orne
Saint-André-sur-Orne település Franciaországban, Calvados megyében. Lakosainak száma 1727 fő (2022. január 1.). Saint-André-sur-Orne Feuguerolles-Bully, Fleury-sur-Orne, Louvigny, Maltot és Saint-Martin-de-May községekkel határos.

## Népesség
A település népessége az elmúlt években az alábbi módon változott:
| Lakosok száma | 1044 | 1242 | 1310 | 1857 | 1807 | 1802 | 1831 | 1822 | 1814 | 1727 |
|               | 1968 | 1982 | 1990 | 2006 | 2013 | 2015 | 2017 | 2019 | 2020 | 2022 |